# Кэрнс, Артур Уильям, 2-й граф Кэрнс
Артур Уильям Кэрнс, 2-й граф Кэрнс (англ. Arthur William Cairns, 2nd Earl Cairns; 21 декабря 1861 — 14 января 1890) — британский аристократ, унаследовавший титул после смерти своего отца, 1-го графа Кэрнса, 2 апреля 1885 года.

## Ранняя жизнь
Родился в Лондоне 21 декабря 1861 года. Второй сын Мэри Гарриет (урождённой Макнил; 1833—1919) и Хью Маккалмонта Кэрнса, 1-го графа Кэрнса (1819—1885), британского государственного деятеля, который занимал пост лорда-канцлера Соединённого Королевства в правительстве Бенджамина Дизраэли.
Артур Кэрнс получил образование в Веллингтонском колледже в Беркшире. В 1875—1876 годах он учился в Итонском колледже, продолжая учиться в Тринити-колледже в Кембридже.

## Карьера
Кэрнс стал личным секретарем президента Совета по торговле. Он унаследовал титулы 2-го барона Кэрнса из Гармойла, графство Антрим, 2-го виконта Гармойла, графство Антрим, и 2-го графа Кэрнса, графство Антрим, после смерти своего отца 2 апреля 1885 года.

## Личная жизнь
20 ноября 1884 года Артуру Кэрнсу был успешно предъявлен иск на 10 000 фунтов стерлингов за нарушение обещания о браке со стороны Эмили Мэри Финни (актрисы со сценическим псевдонимом Мэй Фортескью).
Он видел её на сцене в опере Гилберта и Салливана «Иоланта», и у них завязались отношения. Он предложил жениться, и она согласилась, покинув театр «Савой» в конце августа 1883 года. Хотя его семья приняла Фортескью, по данным The New York Times, друзья Кэрн не смогли принять его помолвку с актрисой, и он разорвал помолвку в Январь 1884 года покидает страну, чтобы путешествовать по Азии. Fortescue при содействии адвокатов Уильяма Гилберта подала на него в суд за нарушение обещания, получив 10 000 фунтов стерлингов в качестве компенсации за ущерб.
Он также был помолвлен с наследницей из Нью-Йорка Адель Грант, но она разорвала помолвку незадолго до их свадьбы (а позже в 1893 году вышла замуж за Джорджа Капелла, 7-го графа Эссекса).

## Брак и дети
19 декабря 1887 года он женился на Оливии Элизабет Беренс (? — 20 июня 1951), в церкви Святой Марии на Брайанстон-сквер, Мэрилебон, Лондон. Его женой была дочь Александра Августа Беренса и Луизы Уинифред Стюарт . У супругов была одна дочь::
- Леди Луиза Розмари Кэтлин Вирджиния Кэрнс (10 марта 1889 — 17 мая 1962), в 1909 году вышедшая замуж за Уиндема Портала, 1-го виконта Портала[8].

Артур Уильям Кэрнс умер от пневмонии 14 января 1890 года в возрасте 28 лет на Квин-стрит, 18, Мейфэр, Лондон. Он был похоронен в Борнмуте в Хэмпшире. Он умер, не оставив завещания, и в апреле 1890 года его имущество было передано в управление стоимостью 5 135 фунтов стерлингов . Имея только дочь, его титулы перешли к его младшему брату, Герберту Джону Кернсу, 3-му графу Кэрнсу.
После его смерти его вдова снова вышла замуж за майора Роджера Сирила Ханса Слоана-Стэнли из Полтона в 1899 году (главного шерифа Хэмпшира в 1913 году), перед своей смертью 20 июня 1951 года.